# François-Egon de Fürstenberg
François-Egon de Fürstenberg  (10 avril 1626 à Heiligenberg, Saint-Empire - 1er avril 1682 à Strasbourg) a été le 89e évêque de Metz puis le 87e évêque de Strasbourg.

## Biographie

François-Egon de Fürstenberg.

Son père, le comte Egon von Fürstenberg-Heilingenberg (de) était un général de l'armée impériale. Il participa notamment en 1629 à la guerre de Succession de Mantoue et en 1631 à la Bataille de Breitenfeld.
- 1658 : nommé évêque de Metz
- 19 janvier 1663 : nommé évêque de Strasbourg
- 30 juillet 1663 : confirmé dans les fonctions d'évêque de Strasbourg
- 1er avril 1682 : décède à l'âge de 55 ans